# Dietmar Krumm
Dietmar Krumm (ur. 19 stycznia 1958) – wschodnioniemiecki lekkoatleta, specjalizujący się w pchnięciu kulą.
Największy sukces na arenie międzynarodowej odniósł w 1977 r. w Doniecku, gdzie zdobył tytuł mistrza Europy juniorów. Dwukrotnie stanął na podium halowych mistrzostw Niemieckiej Republiki Demokratycznej, zdobywając srebrny (1979) oraz brązowy (1980) medal.
Rekord życiowy w pchnięciu kulą – 20,10 – Rostock 15/08/1979 (na otwartym stadionie)